# Micky Quinn
Michael Quinn detto Micky e soprannominato Sumo a causa del peso (Liverpool, 2 maggio 1962) è un ex calciatore inglese, di ruolo attaccante.

## Carriera
L'Oldham Athletic paga 65.000 sterline per acquistarlo dallo Stockport County nel 1984. Due anni dopo il Portsmouth lo preleva per 180.000 sterline. Nel 1989 il Newcastle acquista le prestazioni di Quinn per 830.000 sterline e in seguito il Coventry City lo compra per 300.000 sterline. Svincolatosi chiude la carriera in Grecia, al PAOK.